# Veronika Sutter

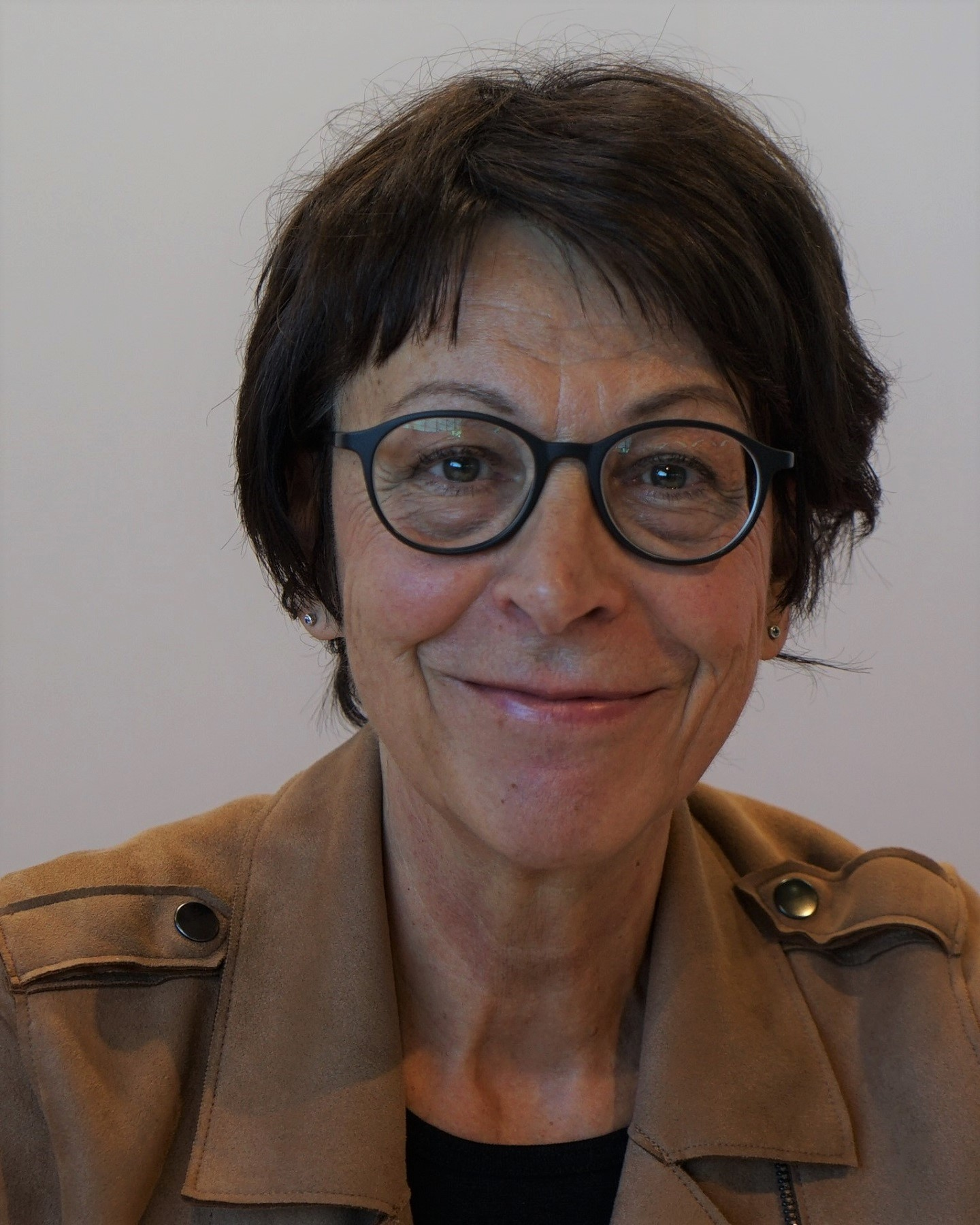
Veronika Sutter (2021)

Veronika Sutter (* 1958) ist eine Schweizer Kommunikationsberaterin und Schriftstellerin. Als „Überraschungsdebütantin“ kam sie 2021 auf die Shortlist des Schweizer Buchpreises. In ihrem Geschichtenband «Grösser als Du» thematisierte sie häusliche Gewalt. Sutter setzt sich seit vielen Jahren gegen Gewalt an Frauen ein.

## Leben
Veronika Sutter wuchs im Sihltal auf. Sie absolvierte eine Buchhandelslehre (EFZ) und Berufsausbildungen in Journalismus, Public Relations (BP) sowie Erwachsenenbildung an der Akademie für Erwachsenenbildung. Auf dem zweiten Bildungsweg erwarb sie 2006 den Master of Advanced Studies (MAS) für Kommunikationsmanagement der Zürcher Hochschule für Angewandte Wissenschaften (ZHAW).
Sutter arbeitete als Buchhändlerin, Erwachsenenbildnerin, Kulturveranstalterin, Journalistin und Redaktorin der Sendung Kassensturz des Fernsehprogramms SRF 1. Seit 1995 ist sie für Non-Profit-Organisationen in der Öffentlichkeitsarbeit tätig, darunter als Kommunikationsmanagerin bei Comundo in Luzern, der Stiftung Wagerenhof in Uster und 2021 einer «Zürcher Institution für geistig Behinderte». Von 2003 bis 2006 leitete Sutter das neue Zürcher Büro als drittes Regionalzentrum der Menschenrechtsorganisation Amnesty International in der Schweiz.
Sutter war beim landesweiten Schweizer Frauenstreik vom 14. Juni 1991 organisatorisch tätig. Im Ehrenamt war Sutter Stiftungsrätin von Greenpeace Schweiz (2007–2015) sowie des Frauenhauses Zürich (1993–2013) und setzte sich wie bei Amnesty International gegen Gewalt an Frauen ein.
Für ihre Erzählungen «Die Entscheidung» und «Goldige Zeiten» erhielt Veronika Sutter 1990 und 1991 den Schweizer Arbeiterliteraturpreis. Ihr Band «Grösser als Du»  wurde im September 2021 für die Shortlist des Schweizer Buchpreises 2021 nominiert. Der Buchpreis ging im November 2021 an Martina Clavadetscher.
Sutter lebt mit ihrem Partner in Zürich.

## Grösser als Du
Grösser als Du ist ein Band mit 15 «Geschichten». Sie sind lose verwoben und ihre Handlung spielt zwischen den beiden Schweizer Frauenstreiks von 1991 und 2019, die einigen der Akteurinnen den Anstoss zu handeln geben. Sutter beschreibt die Wendepunkte im Leben von sieben Frauen und ihren Männern. Es geht um «die Erfahrung von Abhängigkeit, Gewalt und Unterdrückung», einerseits um die schwierige Befreiung aus «toxischen» Partnerschaften, andererseits auch um das Verzeihen nach einem langen Leben mit einem gewalttätigen Ehemann. Die Geschichten werden aus unterschiedlichen Perspektiven erzählt und die Autorin nimmt auch einmal die Täterrolle ein und erzählt aus der Perspektive eines Mannes.
Sutter bezeichnet sich selbst als «komplette Autodidaktin», die neben dem Beruf wenig Zeit für literarisches Schreiben gehabt habe. Laura Leupi von SRF Literatur schätzt Sutters Beschreibung zwischenmenschlicher Abgründe mit «soziologischer Präzision» und möchte beim Lesen «die Figuren schütteln, laut schreien oder gleich eine Demonstration organisieren». Hansruedi Kugler vom St. Galler Tagblatt fasst Sutters Werk kurz zusammen: «Starke Themen, tolle literarische Feinarbeit». Er lobt die motivische Dichte, ihre präzisen Beobachtungen, sinnliche Präsenz, dezent aufgeladene Symbolik und eine fein verwobene Dramaturgie.

## Auszeichnungen
- Grösser als Du, prämiert auf der Shortlist des Schweizer Buchpreises 2021
- Die Entscheidung und Goldige Zeiten, Schweizer Arbeiterliteraturpreis 1990 und 1991

## Werke
Erzählungen:
- Grösser als Du. Edition 8, Zürich 2021. ISBN 978-3-85990-421-7.
- Osterkuchen. In: Herzschrittmacherin. Netzwerk Schreibender Frauen, Bern 2000. S. 164–167.
- Die Entscheidung. In: Schweizerische Arbeiterbildungszentrale (Hrsg.): Die Sitzung. Muri bei Bern 1991. S. 87–92.
- Goldige Zeiten. In: Schweizerische Arbeiterbildungszentrale (Hrsg.): Wo wohnen?. Muri bei Bern 1991. S. 33–39.

Essay:
- Härtefall Asyl. Wenn Frauen flüchten. In: AMNESTIE! Amnesty International, Schweizer Sektion; Februar 2005.

Herausgeberin:
- mit Ella Kienast und Katharina Bürgi: Schweizer Filme. Swiss Film Center Foundation, 1988.

## Belege und Anmerkungen
1. 1 2 3 4 5 6 7 8  tagblatt.ch: Veronika Sutter ist die Überraschungsdebütantin des Schweizer Buchpreises. (Nachricht vom 1. November 2021)
2. 1 2  veronikasutter.ch: Profil. (abgerufen am 18. Februar 2022)
3. 1 2  Einzelne Daten vom Profil bei xing.com. (abgerufen am 18. Februar 2022)
4. ↑  nzz.ch: Amnesty International in Zürich. (Nachricht vom 19. Juni 2006)
5. ↑  tagesanzeiger.ch: Buch der Frauenstreik-Mitorganisatorin Sutter. «Ich wurde wachgerüttelt». (Nachricht vom 6. Mai 2021)
6. ↑  boersenblatt.net: Christian Kracht und Veronika Sutter auf der Shortlist. (Nachricht vom 15. September 2021)
7. ↑  Christian Kracht verzichtete danach auf seine Nominierung.
8. 1 2  ansichten.srf.ch: Veronika Sutter. Ansichten der Literatur. (abgerufen am 18. Februar 2022)

| Personendaten    | Personendaten                                 |
| ---------------- | --------------------------------------------- |
| NAME             | Sutter, Veronika                              |
| KURZBESCHREIBUNG | Schweizer Autorin und Kommunikationsberaterin |
| GEBURTSDATUM     | 1958                                          |